# Viciria minima
Viciria minima là một loài nhện trong họ Salticidae.
Loài này thuộc chi Viciria. Viciria minima được Eduard Reimoser miêu tả năm 1934.